# Geierköpfle
Geierköpfle är en bergstopp i Österrike.   Den ligger i distriktet Reutte och förbundslandet Tyrolen, i den västra delen av landet, 400 km väster om huvudstaden Wien. Toppen på Geierköpfle är 2 020 meter över havet, eller 60 meter över den omgivande terrängen. Bredden vid basen är 0,34 km.
Terrängen runt Geierköpfle är bergig åt sydväst, men åt nordost är den kuperad. Runt Geierköpfle är det ganska glesbefolkat, med 26 invånare per kvadratkilometer.. Närmaste större samhälle är Reutte, 16,5 km öster om Geierköpfle. 
I omgivningarna runt Geierköpfle växer i huvudsak blandskog.